# ちよだ (潜水艦救難母艦)
ちよだ（ローマ字：JS Chiyoda, AS-405）は、海上自衛隊の潜水艦救難母艦。艦名は江戸城の別名千代田城に由来し、この名を受け継いだ日本の艦艇としては4代目。
潜水艦救難艦と潜水母艦の機能を兼ね備えた新艦種たる潜水艦救難母艦の端緒となる艦であり、従来の潜水艦救難艦よりも優れた救難能力を備えている。計画番号はJ115。
平成26年度概算予算要求において、後継艦としてDSRVを搭載するASR-404「ちよだ」（5,600トン型）の取得が表明された。

## 設計

### 船体

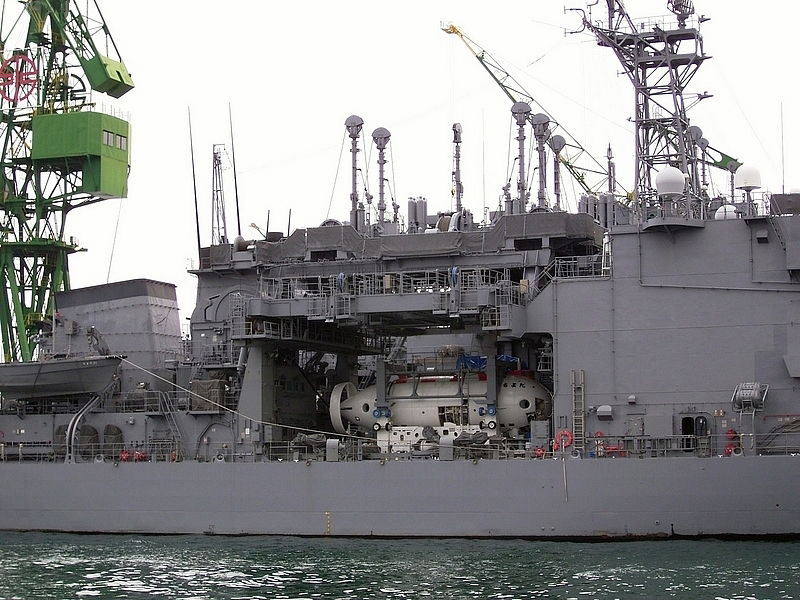
センター・ウエル上に置かれたDSRV

船型はモノハル型、2層の全通甲板を備えた遮波甲板型とされており、艦首には特徴的な高い船首楼が、艦尾には大きくオーバーハングしたトランサム・スターンが採用されている。主船体は3層構造であるが、後述の深海救難艇（DSRV）や人員輸送カプセル（PTC）の揚降のため、上甲板から船底までを貫通して直接海につながった開口部が設けられている。この開口部はセンター・ウエルと称されており、長さ約18メートル×幅約5.5メートルである。艦の航行時には船体水中抵抗の増大要因となるため、センター・ウエル内の吃水線付近には前後に開閉式の制波板が取り付けられている。
一方、センター・ウエルの前方上方にあたる前部上部構造物内には、第1甲板・01甲板の2層分を確保してDSRVの格納庫が設置されている。先行してDSRVを運用していたアメリカ海軍のピジョン級支援母艦では、必要に応じてDSRVを搭載して運用する方式であったことから恒常的な搭載設備は設けられておらず、これは当時世界的にも珍しい装備であった。この格納庫を設けるためもあって、艦橋構造物は4層構造の巨大な箱型構造物となっており、本艦の外見上の大きな特徴となっている。前部上部構造物では、03甲板は前方が艦橋とされており、両端にはウィングが設けられている。また同レベルには戦闘指揮所（CIC）やレーダー室も設けられている。
01・02甲板は居住区画となっている。また、後部上部構造物は潜水艦乗員用の休養・宿泊施設となっている。その上方の01甲板は、艦幅いっぱいのヘリコプター甲板とされており、HSS-2ヘリコプターの発着が可能である。煙突背面に発着管制室および水平灯も装備されている。

### 機関
センター・ウエル後方、煙突の下には、第3甲板と船倉甲板の2層分の高さで機関室がもうけられている。主機関としては、三井造船の8L42M型直列8気筒4サイクル中速ディーゼルエンジンが2基搭載されて、それぞれ両舷の推進器に直結されてこれを駆動している。
また、人員輸送カプセル（PTC）の運用時をはじめとして、救難活動中には艦の位置を厳密に保たなければいけない状況が想定されることから、本艦では主推進器を可変ピッチ・プロペラとするとともに艦の前後に2基ずつのサイドスラスターを装備しているが、これは主機関とともに、自動艦位保持装置（Dynamic Positioning System, DPS）のサブシステムを構成している。DPSは三井造船が開発したもので、主推進器とサイドスラスターから成る推進動力部、これに対し指令する制御装置およびこれに定点保持制御のための情報を提供するセンサー部から構成されている。
3次元ソナーや電波測位装置、ジャイロなどのセンサーによって、風や波・潮によって時々刻々と変化する艦位を検出すると、その情報をもとに、艦位を保持するためにはどのように操艦すればよいかを制御装置が自動で算出して調整することで、常に艦位を一定に保持することができる。なお、DPSの運用や遭難潜水艦の捜索等の必要上、本艦は水中放射雑音の低減に特に意を払っており、主機関・補機類については防振支持化するとともに、主機台にハルダンパーを貼り付け、機械室に防音材を取り付けている。

## 能力

### 潜水艇運用機能
うずしお型潜水艦など新型艦の登場による潜水艦の性能向上、とくに潜航深度の増大に対しては、従来の潜水艦救難艦で採用されてきたレスキュー・チェンバーによる救難システムでは対応できなくなってきていた。このことから本艦では、深海救難艇（DSRV）を中核とした新しい救難システムを構築している。
上記の通り、前部上部構造物内にDSRV格納庫が設けられており、ここにDSRV 1隻を搭載する。その運用のため、大型のクレーン・プラットフォームとトロリーから構成されるDSRV揚降装置が装備されている。クレーン・プラットフォーム上には、DSRV吊索用のものが4本、PTC吊索用のものが1本の計5本のラムテンショナーが突出している。このラムテンショナーは、DSRV揚降時に海面動揺などのためにDSRVが艦との相対運動を行った場合、吊索に生じる張力変動を吸収することで、DSRVの動揺を軽減するためのものである。トロリーはクレーン・プラットフォーム下部のクレーン・ガーダー上に上架されており、また横方向に両側舷外にも移動可能である。これにより、センター・ウエルに進入している余裕がなく、舷側に緊急浮上したDSRVの回収も可能となっている。なおDSRV揚降装置はPTCの揚降にも用いられる。
本艦搭載のDSRVは、昭和57年度計画で建造されたことから57DSRVとも呼称される。川崎重工業製、排水量40トン、全長12.4メートルで、乗員2名と救助人員12名を収容できる。通常、DSRVは格納庫内第1甲板レベルにおいて、発着架台（Cradle dolly）上に搭載されている。発進時は、まず格納庫後方のセンター・ウエル上部に固定された昇降台の上に発着架台とDSRVを移動させ、昇降台と発着架台を結合させる。続いてクレーン・プラットフォームから吊り下げられた吊索を発着架台のロープガイドに取り付け、この吊索によって吊下することで、DSRVおよび発着架台をセンター・ウエルから水中に降下させる。揚収時はこれと逆になるため、まず昇降台と発着架台を水中に吊り降ろして、ここにDSRVが着座する。この際のDSRVの誘導がもっともむずかしいため、発着架台には点滅灯などの誘導機器が取り付けられている。

### 潜水作業支援機能
また、救難用のもうひとつの新装備として、深海潜水装置（DDS）も搭載されている。これは、遭難潜水艦へのDSRVメイティングの支援などのために飽和潜水で潜水士を進出させることを想定したものであるが、また同時に、遭難潜水艦が浸水して、乗員が高圧に曝露されていた場合、飽和潜水の技法を用いた減圧を行ったり、減圧症の治療を行うためでもある。
本艦のDDSは、センター・ウエル両舷の第2甲板に1基ずつ設置された艦上減圧室（Deck Decompression Chamber, DDC）と、人員輸送カプセル（Personnel Transfer Capsule, PTC）1基によって構成されている。DDCは、水深300メートルまでの圧力環境を再現でき、定員6名で最大20日間の連続使用が可能である。またPTCは、大気圧潜水で300メートル、ロックアウト潜水で350メートルの深度まで作業可能とされている。

### 潜水母艦機能
潜水艦1隻分80名分の宿泊施設、ミサイル、魚雷、糧食、燃料、真水の補給物資、潜水艦への給電と充電を可能とする。

## 艦歴
「ちよだ」は、中期業務見積もりに基づく昭和56年度計画潜水艦救難母艦1111号艦として、三井造船玉野事業所で1983年1月19日に起工され、1983年12月7日に進水、1985年3月27日に就役し、第2潜水隊群に直轄艦として編入され横須賀に配備された。
2005年8月4日、ロシア、ペトロパヴロフスク･カムチャツキー沖で浮上できなくなったロシア深海救難艇AS28の救助に掃海母艦「うらが」､掃海艇「ゆげしま」､「うわじま」とともに派遣される。空輸されたイギリス無人潜航艇が救出に成功したため同月7日に帰投する。海上自衛隊として初の国際救難任務である。
2011年3月11日に発生した東北地方太平洋沖地震による東日本大震災では、宮城県女川町に向けて横須賀を出港し、災害派遣に従事した。
2018年3月20日、除籍。総航程は393,246海里、総航海時数は45,601時間、DSRV運用回数697回、総潜航時間2,025時間、東日本大震災への派遣を含む災害派遣3回、国際緊急援助活動1回、航空機救難5回、海難捜索救助2回、海外派遣3回であった。
| 代 | 氏名       | 在任期間                | 出身校・期          | 前職                                         | 後職                                         | 備考                           |
| -- | ---------- | ----------------------- | ------------------- | -------------------------------------------- | -------------------------------------------- | ------------------------------ |
| 1  | 三上到次郎 | 1985.3.27 - 1987.12.10  | 防大6期             | ちよだ艤装員長                               | 海上自衛隊第1術科学校                        | 2等海佐                        |
| 2  | 米田憲弘   | 1987.12.11 - 1989.12.14 | 防大4期             | 海上自衛隊潜水医学実験隊副長 兼 教育訓練部長 | 横須賀潜水艦基地隊司令                       |                                |
| 3  | 永島 博    | 1989.12.15 - 1991.7.31  | 防大8期             | 仮屋磁気測定所長                             | 第2潜水隊群司令部付                          | 2等海佐                        |
| 4  | 城本英雄   | 1991.8.1 - 1993.12.14   | 防大9期             | 潜水艦隊司令部                               | 海上自衛隊第1術科学校                        | 2等海佐                        |
| 5  | 中尾保男   | 1993.12.15 - 1997.3.25  | 防大11期            | 横須賀教育隊教育第2部長                      | 横須賀潜水艦基地隊付                         | 2等海佐                        |
| 6  | 蔵本正夫   | 1997.3.26 - 1998.8.2    | 防大12期            | 第5潜水隊司令                                | ちはやぎ装員長                               |                                |
| 7  | 後藤宣治   | 1998.8.3 - 2001.7.31    | 防大16期            | 第1潜水隊群司令部幕僚                        | 第3潜水隊司令                                |                                |
| 8  | 土岐光徳   | 2001.8.1 - 2002.4.22    | 防大15期            | 海上自衛隊第1術科学校教育第3部長             | 第2潜水隊群司令部付                          |                                |
| 9  | 鈴木富男   | 2002.4.23 - 2004.6.30   | 防大19期            | 呉潜水艦基地隊司令                           | 自衛艦隊司令部監察主任幕僚                   |                                |
| 10 | 吉岡俊一   | 2004.7.1 - 2006.7.31    | 防大25期            | 潜水艦隊司令部幕僚                           | 海上自衛隊潜水医学実験隊勤務                 |                                |
| 11 | 西村繁隆   | 2006.8.1 - 2008.7.31    | 防大23期            | 潜水艦隊司令部付                             | 海上自衛隊潜水医学実験隊副長 兼 教育訓練部長 |                                |
| 12 | 末松勝弥   | 2008.8.1 - 2010.6.30    | 防大25期            | 潜水艦教育訓練隊副長                         | 対馬防備隊司令                               |                                |
| 13 | 廣野成夫   | 2010.7.1 - 2012.12.19   | 早稲田大・ 33期幹候 | 対馬防備隊司令                               | 佐世保警備隊司令                             |                                |
| 14 | 一色 靖    | 2012.12.20 - 2014.7.21  | 35期幹候            | 海上幕僚監部防衛部防衛課                     | 潜水艦隊司令部付                             | 就任時2等海佐 2013.7.1 1等海佐 |
| 15 | 石原浩二   | 2014.7.22 - 2018.3.20   | 防大30期            | 第2潜水隊群司令部首席幕僚                    |                                              | 2等海佐                        |